# Schizomitrium pallidum
Schizomitrium pallidum là một loài Rêu trong họ Hookeriaceae. Loài này được (Hornsch.) H.A. Crum & L.E. Anderson mô tả khoa học đầu tiên năm 1981.